# Battaglia di Marcellae (756)
La battaglia di Marcellae (in bulgaro Битката при Маркели?, in greco Μάχη των Μαρκελλών?) si combatté nel 756 tra gli eserciti del Primo Impero bulgaro e dell'Impero bizantino a Markeli, vicino alla città di Karnobat nel sud-est della Bulgaria. I bizantini risultarono vittoriosi.

## Antefatti alla battaglia
Nel 755 terminò la lunga pace tra la Bulgaria e l'Impero bizantino. Dopo importanti vittorie contro gli arabi, l'imperatore Costantino V iniziò a fortificare le frontiere balcaniche e favorì politiche di trasferimento della popolazione bizantina originaria dell'Armenia e della Siria in Tracia. Il Khan di Bulgaria Kormisoš vide in queste azioni una violazione del trattato bizantino-bulgaro del 716, firmato dal predecessore Tervel. Kormisoš chiese quindi un maggiore tributo affinché l'imperatore Costantino potesse continuare a costruire le sue fortificazioni. Il Khan ricevette un netto rifiuto e intraprese un'invasione nella Tracia bizantina. I bulgari saccheggiarono le varie città incontrate e raggiunsero la periferia di Costantinopoli, dove furono ingaggiati e sconfitti dalle truppe bizantine.

## Battaglia
L'anno successivo, nel 756, Costantino V organizzò una contro offensiva diretta ad attaccare la Bulgaria, ora governata dal nuovo Khan Vineh. La flotta bizantina di 500 navi saccheggiò le città e i villaggi intorno al delta del Danubio mentre l'imperatore stesso, a capo dell'esercito di terra, avanzò in Tracia e fu ingaggiato dai bulgari a Marcellae. I dettagli della battaglia sono sconosciuti, ma è noto che risultò in una vittoria per Costantino e i bizantini.
Per negoziare un trattato di pace, Vineh inviò degli ostaggi a Costantinopoli; la pace venne firmata. Solamente tre anni dopo, nel 759, Costantino invase ancora una volta la Bulgaria comandata da Vineh, subendo, però, una schiacciante sconfitta nella battaglia del passo Riški.